# کریپتوسپوریدیوم
کریپتوسپوریدیوم یک انگل تک‌سلولی است که می‌تواند در انسان باعث بیماری‌های معده-روده‌ای همراه با اسهال شود. کریپتویپوریدیوم جانداری است که اغلب در بیماران مبتلا به ایدز، همراه با اسهال جدا شده‌است. درمان این بیماری، اغلب به‌صورت مراقبت تسکینی است و شامل آب‌رسانی مایعات، اصلاح الکترولیت‌ها و مدیریت درد است.